# Lascoria dulcena
Lascoria dulcena là một loài bướm đêm trong họ Noctuidae.